# 군포어린이도서관
군포어린이도서관은 경기도 군포시 소재의 시립 어린이 도서관이다.

## 연혁
- 2006년 5월 4일 개관.

## 시설 현황
- 3층: 디지털자료실, 소극장, 가족관람실, 강의실
- 2층: 어린이자료실, 이야기마당, 이야기전시실
- 1층: 영·유아자료실, 이야기방, 취침실, 안내

## 이용 안내
이용 시간
- 자료실: 화~일요일 09:00~18:00

휴관일
- 매주 금요일
- 법정공휴일